# 你怎麼說
《你怎麼說》，華語經典歌曲，原名為《你心裡沒有我》，由著名作曲家左宏元作詞及作曲（词作者曾署名：田雨、上官月、李育光 / 曲作者曾署名：古月、司马亮），1972年出版，由陳依齡首唱。鄧麗君在1980年以《你怎麼說》為名唱紅了大江南北，《你怎麼說》不僅是鄧麗君的代表作，在華人世界中亦是家喻戶曉的中国风國民歌曲。

## 收錄專輯
《你心裡沒有我》發行於1972年，由香港歌手陳依齡主唱，收錄于其個人專輯《真心愛上你》中，由香港麗風唱片發行。陳依齡即香港著名歌手陳美齡的長姐。此歌曲傳入台灣后被改名為《你怎麼說》，由歌林旗下眾多歌手翻唱，按序分別為：紫茵、李金玲、江蕾、華萱萱、蕭孋珠、鄧麗君、鳳飛飛等等，其中鄧麗君的版本最為出名。

## 词曲作者
据1972年丽风唱片首次出版的封底歌词页，〈你心裡沒有我〉这首歌署名为田雨作詞，古月作曲，「古月」后被证实是音樂大師左宏元的一個筆名，而田雨目前尚未证实是作词人的真实姓名或是任何作词人的笔名。
在1973年，台湾歌林唱片为歌手紫茵出版专辑《愛的希望》时，该曲的歌名改为《你怎么说》，词曲作者分别署名为「上官月」和「司马亮」。显然，这两个名字为笔名，其中「司马亮」已被证实是左宏元的另一个笔名，与1972年丽风唱片的「古月」署名对应。然而，「上官月」的笔名归属存在两种说法，一种是左宏元老师亲自承认的另一个笔名，另一种则根据歌林唱片在著作权协会登记的数据库，认为「上官月」的真实姓名为李育光。
由此，这首歌曲的作词人的真实姓名有三种可能：田雨、李育光、左宏元。由于目前关于田雨和李育光的资料甚少，暂时无法证实哪一种说法正确，也无从判断「田雨」是真实存在的作词人，还是左宏元或李育光的笔名。据歌手黄安向左宏元老师确认，这首歌曲并非左老师创作，也有可能是左老师一时忘记自己曾创作过这首歌。另一方面，2024年12月，在对左宏元老师亲友的征询中得知，这首歌的词曲作者皆为左宏元老师，「田雨」「上官月」皆是左宏元老师的笔名。

## 歌曲簡介
〈你怎麼說〉這首歌曲的曲風為傳統小調。這首略帶撒嬌味道的歌曲被鄧麗君詮釋的活靈活現，她那咬字清晰字正腔圓的唱功，搭配宛如在說故事般的歌詞，再加上旋律又好聽好記，歌迷們的接受度極高，這使得〈你怎麼說〉在推出之後旋即成為各大電台最熱門點播的歌曲之一。鄧麗君在1980年不但在香港和台灣分別發行《在水一方》和《艷紅小曲》雙版本專輯，更榮膺第15屆台灣金鐘獎頒發首次的「女歌手演員獎」，讓她的演藝事業更上一層樓。